# Kiachta-traktaten
Kiachta-traktaten (russisk: Кяхтинский договор; kinesisk: 布連斯奇條約/恰克圖條約; pinyin: Bùliánsīqí/Qiàkètú tiáoyuē) var en traktat, som blev indgået i 1727 mellem Det russiske kejserrige under zar Peter den store og Kinas Qing-keiserdømme under Yongzheng-kejseren. Den blev indgået på grænsehandelsstationen Kiachta.
Aftalen regulerede grænsehandelen syd for Bajkalsøen, og fastlagde grænseforløbet mellem Rusland og Kina i et område, hvor det endnu ikke var reguleret.

## Artikler
Traktaten havde 11 artikler, hvoraf de centrale drejede sig om handelsforhold og diplomatisk immunitet.
- Artiklerne I og XI: Om evig fred og samarbejde mellem de to nationer, og om sprog og organisering af resten af dokumentet.
- Artikel II: Om udveksling af rømmede.
- Artikel III, sammen med VII: Om den nye grænsedragning, som alene lod territorier langs floden Irtysj udefinerede. Dette område skulle i henhold til traktaten behandles senere af ambassadører og efter yderligere korrespondance mellem de to nationers hovedstæder.
- Artikel VI: Om handelsforbindelser. Ved denne traktat og andre opnåede Rusland gunstigere handelsrelationer med Kina end de fleste andre europæiske stater havde; europæerne drev søhandel og kun via Kanton.
- Artikel V: Om oprettelsen af en russisk-ortodoks religiøs institution i Peking.
- Artikel VI, sammen med IX: Om modalitetene for det diplomatiske samkvem mellem de to nationer, som begge havde komplekst bureaukrati og protokol.
- Artikel VIII, sammen med X: Om procedurer for løsning af fremtidige uoverensstemmelser.

Den 18. oktober 1768 blev der undertegnet en konvention, som modificerede artikel X ved, at eventuelle straffesanktioner blev tydeliggjort. Dette skyldtes Qing-dynastiets erobring af Dzungarkhanatet, som førte til at en del oprørere krydsede grænsen. Dette og andre problemer førte til, at kineserne begrænsede handelen i 1762 og suspenderede den i 1765.